# Antonius Cleveland
Antonius Cleveland (Los Ángeles, California, 8 de agosto de 1995) es un baloncestista estadounidense que pertenece a la plantilla del Lokomotiv Kuban de la VTB United League. Con 1,98 metros de estatura, juega en la posición de escolta.

## Trayectoria deportiva

### Universidad
Jugó cuatro temporadas con los Southeast Missouri State de la Universidad Estatal del Sudeste de Misuri, en las que promedió 12,9 puntos, 4,7 rebotes, 2,0 asistencias y 1,2 robos de balón por partido. En su última temporada fue incluido en el mejor quinteto de la Ohio Valley Conference.

#### Estadísticas
| Año     | Equipo            | PJ  | PT  | MPP  | %TC  | %3P  | %TL  | RPP | APP | ROB | TPP | PPP  |
| ------- | ----------------- | --- | --- | ---- | ---- | ---- | ---- | --- | --- | --- | --- | ---- |
| 2013–14 | S. Missouri State | 32  | 21  | 22.3 | .525 | .359 | .596 | 2.8 | 1.7 | 1.0 | .5  | 9.1  |
| 2014–15 | S. Missouri State | 30  | 30  | 29.0 | .472 | .211 | .568 | 4.8 | 1.8 | 1.3 | .5  | 10.8 |
| 2015–16 | S. Missouri State | 26  | 24  | 31.4 | .437 | .174 | .610 | 6.6 | 2.3 | 1.6 | .6  | 15.2 |
| 2016-17 | S. Missouri State | 33  | 33  | 32.9 | .543 | .384 | .660 | 5.1 | 2.2 | 1.4 | .9  | 16.6 |
| Total   | Total             | 121 | 108 | 28.8 | .494 | .288 | .612 | 4.7 | 2.0 | 1.3 | .6  | 12.9 |

### Profesional
Tras no ser elegido en el Draft de la NBA de 2017, participó en las ligas de verano de la NBA con los Portland Trail Blazers, disputando seis partidos en los que promedió 5,8 puntos y 1,7 rebotes. El 27 de julio fichó por los Golden State Warriors para disputar la pretemporada, pero fue despedido en el mes de septiembre.
El 17 de noviembre firmó un contrato de dos vías con los Dallas Mavericks, para jugar también en su filial en la G League, los Texas Legends. fue despedido el 18 de diciembre, tras lesionarse en un partido ante Phoenix Suns.
En 22 de febrero de 2018 firmó contrato por diez días con Atlanta Hawks.
El 25 de julio de 2019, vuelve a firmar un contrato de dos vías con los Dallas Mavericks, para jugar también en su filial en la G League, los Texas Legends.
El 3 de diciembre de 2020, firmó con Oklahoma City Thunder, pero fue cortado ese mismo día. Pero en febrero de 2021, al inicio de la temporada de la G League, se unió a la plantilla de su filial, los Oklahoma City Blue.
El 2 de agosto de 2021, firma con los Illawarra Hawks de la NBL australiana, de cara a la temporada 2021–22.En esta temporada es nombrado como el Mejor Jugador defensivo de la NBL.
El 9 de junio firma un contrato de 2 años con los Adelaide 36ers de la NBL australiana. En esta temporada vuelve a ganar el premio al Mejor Jugador Defensivo de la NBL.Tras una temporada en el conjunto australiano, se desvincula del mismo.
El 8 de febrero de 2023, se anuncia su fichaje por el Hapoel Eilat de la Ligat Winner de Israel.
El 27 de julio de 2023, Antonius firma un contrato de dos años con el Maccabi Tel Aviv de la Ligat Winner israelí y la Euroliga, con los que en su primera temporada en la máxima competición europea finaliza con unos promedios de 5,4 puntos, 1,7 rebotes y 0,7 asistencias en 14,2 minutos de juego. En julio de 2024 se desvincula del club.
Para la temporada 2024-25 firma con el Lokomotiv Kuban de la VTB United League.

## Estadísticas de su carrera en la NBA

### Temporada regular
| Año     | Equipo  | PJ | PT | MPP  | %TC  | %3P   | %TL   | RPP | APP | ROB | TPP | PPP |
| ------- | ------- | -- | -- | ---- | ---- | ----- | ----- | --- | --- | --- | --- | --- |
| 2017-18 | Dallas  | 13 | 0  | 6.2  | .286 | .000  | .500  | .8  | .2  | .5  | .3  | .8  |
| 2017-18 | Atlanta | 4  | 0  | 10.5 | .571 | 1.000 | 1.000 | 1.0 | .0  | .3  | .3  | 3.3 |
| 2019-20 | Dallas  | 11 | 0  | 4.2  | .286 | .000  | .600  | .6  | .1  | .1  | .3  | 1.0 |
| Total   | Total   | 28 | 0  | 6.0  | .343 | .429  | .636  | .8  | .1  | .3  | .3  | 1.2 |

### Playoffs
| Año   | Equipo | PJ | PT | MPP | %TC  | %3P  | %TL  | RPP | APP | ROB | TPP | PPP |
| ----- | ------ | -- | -- | --- | ---- | ---- | ---- | --- | --- | --- | --- | --- |
| 2020  | Dallas | 2  | 0  | 4.5 | .400 | .000 | .000 | .5  | .0  | .5  | .0  | 2.0 |
| Total | Total  | 2  | 0  | 4.5 | .400 | .000 | .000 | .5  | .0  | .5  | .0  | 2.0 |